# Octavi Fullat i Genís
Octavi Fullat i Genís (Alforja, Baix Camp 1928) és un sacerdot escolapi i filòsof català. Guardonat amb la Creu de Sant Jordi.

## Trajectòria
El 1957 va ser destinat a l'Escola Pia del carrer Diputació, de Barcelona, amb i allí, juntament amb el Pare Josep Almirall i Andreu organitzà el Centre Escolapi de Muntanya (CEM)], introductor de l'escoltisme a l'Escola Pia de Catalunya.
El 1961 es doctorà en filosofia a la Universitat de Barcelona, on fou deixeble de Jaume Bofill i Bofill, aleshores catedràtic de metafísica, qui l'inicià en Plató, Sant Tomàs d'Aquino i Johann Eckart. Viatjà força, conegué Albert Camus i Jean-Paul Sartre, estudià amb Claude Lévi-Strauss, Michel Foucault i Jules Vuillemin.
Fou professor ajudant de la Universitat de Barcelona fins al 1966 quan fou expulsat per motius polítics. Va ser un dels 462 catalans més vigilats per la policia durant el franquisme. Del 1970 al 1976 ocupà diversos càrrecs a l'Institut de Ciències de l'Educació i del 1972 al 1998 fou professor a la Universitat Autònoma de Barcelona, de la que en fou catedràtic el 1986. El seu pensament ha evolucionat des de l'escolàstica, per a posteriorment incloure elements marxistes i freudians i elaborar una filosofia de l'educació emmarcada en un catolicisme obert, i en la qual s'especialitzà en tres línies: epistemologia de les ciències de l'educació, antropologia pedagògica i axiologia-teleologia de l'educació.
Ha impartit nombrosos cursos i conferències, ha publicat nombrosos articles al Butlletí de la Societat Catalana de Pedagogia i llibres, centrats generalment en la filosofia de l'educació. Ha estat president del Consell Escolar de Catalunya (1989-1993), del Consell Superior d'Avaluació del Departament d'Ensenyament de la Generalitat de Catalunya (1994-1998) i representant de Catalunya a la Fundació de les Regions Europees per a la Recerca en Educació i en Formació (1991-1998). Des del 1995 forma part de l'Institut d'Estudis Catalans. El 1994 fou guardonat amb la Creu de Sant Jordi i el 1998 amb el premi Jaume Vicens Vives.

## Obres
- L'home i Déu (1961)
- La moral atea d'Albert Camus (1963)
- La pedagogia a la Unió Soviètica (1965)
- La joventut actual: el nostre futur (1968)
- La domesticació del sexe (1969)
- Educació i escola, dia rera dia (1973)
- Marx y la religión (1974)
- Educación: desconcierto y esperanza (1976)
- Filosofías de la educación (1978)
- La universitat a trossos (1982)
- Verdades y trampas de la pedagogía (1984)
- Diccionari filosòfic castellà-català / català-castellà (1984) (director)
- Eulàlia la ben parlada (1987)
- Filosofía de la educación: concepto y límites (1988)
- La peregrinación del mal (1988)
- Paideusis. Antropologies pedagògiques actuals (1990)
- Viatge inacabat (1990)
- Final de viatge (1992)
- Política de la educación (1994)
- Antropología filosófica de la educación (1997)
- Filosofía de la educación (1999)
- Els valors d'Occident (2001)
- El siglo postmoderno (2001)
- Pedagogía existencialista y postmoderna (2002)
- L'autèntic origen dels europeus (2005)
- La meva llibertat (2006)
- La meva veritat (2008)
- La meva bellesa (2010)